# أنطوانيت بيري
أنطوانيت (توني) بيري (بالإنجليزية: Antoinette Pirie)‏ (من 4 تشرين الأول 1905 حتى 11 تشرين الأول 1991) عالمة كيمياء حيوية وطبيبة عيون ومعلمة.

## سيرة ذاتية
ولدت بيري في شارع بوند ستريت في لندن. كان والدها عالماً نباتياً وصيدلياً. وحصلت على تعليمها في مدرسة ويكومب آبي، ثم حصلت على مرتبة الشرف الأولى في العلوم الطبيعية (الكيمياء الحيوية) من كلية نيونهام في كامبريدج في عام 1932. أكملت بيري تعليمها وحصلت على شهادة الدكتوراه في المختبر الكيميائي الحيوي في كامبريدج تحت إشراف السير فريدريك غاولاند هوبكنز. تزوجت أنطوانيت من زميلها في الكيمياء الحيوية نورمان (بيل) بيري في عام 1931؛ وكان لديهما ابن وابنة.

## مسيرتها العلمية
في عام 1939، انضمت بيري إلى فريق مختبرات ميل هيل التابعة لصندوق إمبريال لأبحاث السرطان بقيادة إيدا مان. بحث الفريق تأثير غاز الخردل على القرنية. كرست بيري حياتها لدراسة العين.
في عام 1942، رافقت بيري زميلتها إيدا مان إلى أوكسفورد كمساعدة لها، وفي عام 1947 تفوقت عليها كقارئة لمارغريت أوغيلفي في طب العون في كلية سمرفيل في أوكسفورد، وكرئيسة لمختبر نوفيلد لطب العيون. كان نقص فيتامين أ من أكثر الأمور التي تشغلها لما يسببه من جفاف للقرنية وبالتالي العمى في بلدان العالم الثالث.
أسست بيري نشرة جفاف الملتحمة في عام 1972 وكانت أيضاً السكرتيرة ورئيسة التحرير لها. تضمنت النشرة مقتطفات من المجلات العلمية التي كانت موجودة آنذاك والمقالات والتعليقات الأصلية. تخلت بيري عن التحرير في عام 1985.
كانت بيري ملحدة على غرار زوجها، وكانت مؤيدة عاطفية شديدة لحملة نزع السلاح النووي. أصبحت بيري لاحقاً خبيرة في المخاطر الإشعاعية للتفجيرات النووية؛ وقد كان زوجها رئيساً للجنة العلمية لحملة نزع السلاح النووي لعدة سنوات. وفي عام 1957، قامت بيري بالتعاون مع تسعة علماء في مجال الفيزياء والوراثة والطب والأحياء من أجل تحرير ونشر كتاب يتضمن الآثار والمخاطر التي كانت الحكومة في ذلك الوقت تميل إلى التقليل منها أو إخفائها. كانت دقتها الشديدة في الكتاب نقطة قوة حمت الكتاب من أي نقد.
توفيت بيري في أوكسفورد، محاطة بزوجها وأطفالها.